# Rotava
Město Rotava (něm. Rothau) se nachází v okrese Sokolov v Karlovarském kraji. Žije zde přibližně 2 800 obyvatel.

## Historie
První písemná zmínka o obci pochází z roku 1597. Historie Rotavy je spjata s dobýváním železných rud v okolí říčky Rotavy. Těžba ložisek železných rud a cínové rudy je zmiňována již roku 1340, ke značnému rozmachu docházelo v druhé polovině 16. století. V okolí Rotavy přibývalo hamrů a roku 1617 je odkoupili Šlikové. V roce 1627 připadlo celé panství Nosticům. Během druhé světové války byly zbořeny některé objekty dolních železáren a byl vybudován nový moderní závod na výrobu munice. Po druhé světové válce a odsunu německého obyvatelstva se obec vylidnila, došlo však k částečnému dosídlení, především to byli Maďaři a Rumuni. Výraznější nárůst obyvatel nastal až v 60. letech 20. století.
Na město byla Rotava povýšena v roce 1965.

### Železářství
Německý název řeky Rotavy (Rothau = červená tekoucí voda) souvisel s hojnými ložisky železných rud, které daly základ místním hamrům a železárnám. V městské knize Jindřichovic je zápis z 19. října 1549 o prodeji hamru na zpracování železné rudy v Rotavě, podle něhož prodal hamerník Kašpar Joseph svůj hamr. Kupní cena 555 zlatých je dosti vysoká a svědčí o rozsáhlosti tohoto železářského provozu. V jindřichovické městské knize je mnoho dalších zpráv o zdejších hamrech a hamernících, což svědčí o značném množství hamrů a rozsahu železářství. Nejznámější byl velký hamr, který stával v místě dnešních železáren. Kolem roku 1590 patřil Kiliánu Groppovi z Wunsiedelu, později jeho synovi Baltazaru Groppovi, který vlastnil doly na železnou rudu v Arzbergu. V roce 1616 přijel z Jáchymova do Rotavy Hanuš Hutschenreuther, původem ze saského Eibenstocku, a stal se zakladatelem bohatého rodu rotavských hamerníků a podnikatelů. Postupně skupoval nejen různé hamry a jejich vybavení, ale i pozemky, louky a lesy. V roce 1634 postavil pocínovnu, aby pocínováním plechů zvýšil své výnosy. Léna Hutschereutherů sahala až ke Krásné Lípě, Nové Vsi a Ptačí. V roce 1660 majitel panství Jindřichovice Jan Hartvík z Nostic soustředil zdejší železářskou výrobu. Vedle hamrů a hutí k ní patřily i menší doly na železnou rudu v okolí Rotavy. Pod Amaliinou myslivnou nechali Nosticové postavit první rotavskou vysokou pec. Jako surovinu začali používat železné rudy z okolních dolů a rotavský čedič, obsahující magnetit. V roce 1757 bylo zařízení vysoké pece převezeno do vysoké pece v Šindelové. Za Nosticů těžba rud a železářská výroba zprvu upadala, teprve od roku 1770 došlo k zvýšení výroby plechů. Od druhé poloviny 19. století docházelo k významným změnám. Roku 1839 byly zastaveny hamry na plech a tyčové železo a byla zřízena nová válcovna plechu, od roku 1869 na parní pohon. V roce 1886 se započalo s pozinkování plechů, což přineslo úsporu dříve používaného cínu. V roce 1886 byla rovněž postavena první martinská pec a roku 1890 byly železárny spojeny s Anenským údolím vlastní železniční vlečkou. Vybudováním železniční vlečky získala železárny přístup na železniční trať ze Sokolova do Kraslic. Rotavské železárny v té době prožívaly mohutný rozmach, dřevěné uhlí nahradilo sokolovské hnědé uhlí. V roce 1909 činila výroba 1170 vagonů plechu a 600 vagonů tyčového železa. Z důvodu potřeby velkých investic, které již Nostitzové nedokázali financovat, se rotavské železárny spojily petzoldovskými železárnami v Nejdku a vznikla nová akciová společnost Rotavsko-nejdecké železárny. Rozvoj výroby uspíšila první světová válka produkcí pro vojenské účely. Kromě nábojnic, plášťů granátů a dalšího vojenského materiálu se vyráběl plech na konzervy. Železárny byly jediným podnikem v Rakousko-Uhersku, kde se vyráběly z rotavského plechu plechovky na konzervy. Po skončení války nastaly problémy s výrobním sortimentem, který byl po celou dobu války zcela zaměřen na válečný materiál. Podnik zachránil nedostatek spotřebního zboží zaviněný válkou. To však vydrželo jen několik let a během hospodářské krize přišlo o práci mnoho dělníků. Nejprve byl v roce 1930 zastaven provoz ocelárny a následovaly další provozy. Po mnichovské dohodě a postoupení území hitlerovskému Německu přešly 3. září 1939 závody pod německou firmu Ardelt. Ta nechala zbourat některé tovární objekty a postavila nové objekty, např. lisovnu.
V roce 1941 převzaly provozy v Rotavě Kruppovy závody, které byly klíčovým dodavatelem zbraní pro nacistické Německo. Pod názvem Chebský ocelářský průmysl zahájily válečnou výrobu. V průběhu války pracovalo v závodě v Rotavě mnoho válečných zajatců a asi 200 totálně nasazených Čechů. Ke konci války zde bylo 380 sovětských, 450 francouzských a 24 belgických zajatců.
Po skončení druhé světové války byla válečná výroba zastavena a závod určen k likvidaci. Koncem roku 1946 byla činnost závodu ukončena. Likvidované strojní zařízení bylo odvezeno do Plzně. Prvního ledna 1957 byly provozy připojeny k plzeňské Škodovce a vytvořen závod Škoda Rotava. Roku 1966 byl zahájen výrobní program válcovacích zařízení, v roce 1975 výroba vulkanizačních lisů.
Začátkem 90. let se firma rozdělila na dva podniky. Tím prvním byl strojírenský provoz Rotas strojírny, tím druhým metalurgický podnik Slévárna Rotava, který však brzy zanikl.

## Obyvatelstvo
| Rok            | 1869  | 1880  | 1890  | 1900  | 1910  | 1921  | 1930  | 1950  | 1961  | 1970  | 1980  | 1991  | 2001  | 2011  |
| -------------- | ----- | ----- | ----- | ----- | ----- | ----- | ----- | ----- | ----- | ----- | ----- | ----- | ----- | ----- |
| Počet obyvatel | 1 792 | 1 775 | 1 957 | 2 480 | 3 519 | 3 631 | 3 778 | 1 304 | 1 754 | 3 992 | 3 694 | 3 387 | 3 381 | 3 089 |
| Počet domů     | 180   | 205   | 215   | 268   | 344   | 368   | 480   | 455   | 343   | 354   | 310   | 346   | 371   | 391   |

| Rok            | 1869  | 1880  | 1890  | 1900  | 1910  | 1921  | 1930  | 1950  | 1961  | 1970  | 1980  | 1991  | 2001  | 2011  |
| -------------- | ----- | ----- | ----- | ----- | ----- | ----- | ----- | ----- | ----- | ----- | ----- | ----- | ----- | ----- |
| Počet obyvatel | 2 248 | 2 341 | 2 572 | 3 213 | 4 439 | 4 563 | 4 695 | 1 477 | 1 883 | 4 110 | 3 784 | 3 433 | 3 449 | 3 145 |
| Počet domů     | 227   | 264   | 280   | 347   | 443   | 476   | 604   | 589   | 343   | 378   | 337   | 361   | 389   | 411   |

## Pamětihodnosti
- Kostel svatého Petra a Pavla
- Kaple svatého Františka (hrázděná stavba se sedlovou střechou byla zbořena roku 1967)[5]
- Rotavské varhany

## Partnerská města
- Veitshöchheim Německo

## Části města
- Smolná